# Odezia chaerophyllata
Odezia chaerophyllata är en fjärilsart som beskrevs av Carl von Linné 1767. Odezia chaerophyllata ingår i släktet Odezia och familjen mätare. Inga underarter finns listade i Catalogue of Life.